# Boks na Igrzyskach Ameryki Południowej 1998
Boks na Igrzyskach Ameryki Południowej 1998 – 6. edycja zawodów bokserskich rozgrywanych na Igrzyskach Ameryki Południowej, które odbywały w dniach 21 – 31 października 1998 r., w Cuenca. Wyniki nie są kompletne, zostali tylko podani zatwierdzeni medaliści.

## Medaliści
| Kat. wagowa                      |                    |                   |
| -------------------------------- | ------------------ | ----------------- |
| Waga papierowa (– 48 kg)         | Patricio Calero    | José Albuquerque  |
| Waga musza (– 51 kg)             | Omar Narváez       | Yonnhy Pérez      |
| Waga kogucia (– 54 kg)           | Nehomar Cermeño    | Carlos Meza       |
| Waga piórkowa (– 57 kg)          | Diego Chango       | Agnaldo Nunes     |
| Waga lekka (– 60 kg)             | Patrick López      | Leonardo Rojas    |
| Waga lekkopółśrednia (– 63,5 kg) | Kelson Pinto       | Fernando Angulo   |
| Waga półśrednia (– 67 kg)        | Francisco Calderón | Charlie Navarro   |
| Waga junior średnia (– 71 kg)    | Fulgencio Zúñiga   | Semaf Cornejo     |
| Waga średnia (– 75 kg)           | Jim Rodriguez      | Washington Grueso |
| Waga półciężka (– 81 kg)         | Ricardo Araneda    | Laudelino Barros  |
| Waga ciężka (> 91 kg)            | Thompson García    | Marcelino Novaes  |
| Waga superciężka (+ 91 kg)       | Julio Ovando       | Claudio Aires     |